# Mississippi Coast Coliseum
Das Mississippi Coast Coliseum ist eine Mehrzweckhalle in der US-amerikanischen Stadt Biloxi im Bundesstaat Mississippi.

## Geschichte
Die Arena wurde von 1975 bis 1977 erbaut und bietet Platz für maximal 15.000 Zuschauer. Die Halle war Veranstaltungsort für Sportarten wie Eishockey, Arena Football, Indoor Soccer oder Basketball; so wurde das NCAA Division I Basketball Tournament der Sun Belt Conference in den Jahren 1992 und 1993 hier abgehalten.
Das Coliseum ist eine häufig genutzte Konzertarena. In der Halle traten bekannte Künstler sowie Bands wie Eric Clapton, ZZ Top, Lynyrd Skynyrd, Aerosmith, Kenny Rogers, Jimmy Buffett, Korn, Van Halen, Prince, Cher, Miranda Lambert, KISS, The Beach Boys, Avenged Sevenfold, Cheap Trick, Ozzy Osbourne, The Moody Blues, Tom Jones, Sevendust, Breaking Benjamin, Alice Cooper, Blue Öyster Cult, Disturbed, Mötley Crüe, Ted Nugent, Foghat, Kenny Chesney, Staind, Lady A, Dolly Parton, Taylor Swift, Michael Bublé, Jerry Lee Lewis, Def Leppard oder Puddle of Mudd auf. Zudem findet jährlich das Rockfestival THE CPR FESTIVAL in der Halle statt und auch Wrestling-Veranstaltungen wie WWE SmackDown! und WWE Raw wurden von hier ausgetragen.